# Zak DeOssie
(en) Statistiques sur pro-football-reference
Zackary Robert DeOssie, né le 24 mai 1984 à North Andover, dans le Massachusetts est un joueur professionnel américain de football américain au poste de long snapper. 
Au niveau universitaire, il a joué pour les Bears de l'université Brown. 
Il est ensuite sélectionné au quatrième tour de la draft 2007 de la NFL par la franchise des Giants de New York de la National Football League (NFL). Il y reste toute sa carrière professionnelle (2007-2019). 
Il est sélectionné à deux reprises au Pro Bowl et gagne deux bagues de Super Bowl avec les Giants grâce aux victoires remportées contre les Patriots de la Nouvelle-Angleterre lors des Super Bowls XLII et XLVI. 
Il est le fils de l'ancien linebacker Steve DeOssie (en). Ils ont la particularité d'être le seul duo père-fils à avoir remporté le Super Bowl avec la même franchise. 
Zak annonce le 7 août 2020 qu'il prend sa retraite de la NFL après treize saisons passées chez les Giants.

## Jeunesse
DeOssie fréquente la Phillips Academy Andover dans le Massachusetts où il est nommé dans l'All-New England Prep Team. 
Il joue également au basket-ball. Il devient capitaine des équipes de basket-ball et de football américain lors de sa dernière année à Andover.

## Carrière universitaire
DeOssie joue 36 matchs dont 29 comme titulaire avec les Bears de Brown en NCAA Division I FCS. Il y totalise 315 tackles avec 10,5 sacks, 36,5 tackles pour perte de yards, cinq fumbles forcés et 4 interceptions. Il est deux fois sélectionné All-American et est nommé à deux reprises pour le trophée Buck Buchanan décerné au meilleur joueur défensif de la FCS. 
En 2006, lors de sa saison senior, il est sélectionné dans l'équipe type All-America par le NFL Draft Report, et est récompensé par l'Associated Press en tant que membre de leur troisième équipe. Il est également sélectionné dans l'équipe type de la Ivy League. Il débute les dix matchs en tant qu'inside linebacker et il mène les Bears avec 110 tackles dont 68 en solo, soit le meilleur résultat de sa carrière.

## Carrière professionnelle

### Pré-draft
DeOssie devient le premier joueur de l'histoire de Brown à être invité au NFL Combine en 2007 et est le seul joueur de l'Ivy League à être invité cette saison-là. Son sprint de 40 yards en 4,58 secondes se classe huitième des défenseurs présents, ce qui augmente considérablement sa position pour la draft à venir. Ses 26 soulevés de 225 livres sur le banc (bench press) constitue la cinquième meilleure performance pour un linebacker.
| Taille | Poids  | Bras  | Main  | Sprint   | Sprint   | Sprint   | Shuttle 20 yards | 3 cones drill | Détente   | Détente     | Développé couché | Test Wonderlic |
| Taille | Poids  | Bras  | Main  | 40 yards | 10 yards | 20 yards | Shuttle 20 yards | 3 cones drill | verticale | horizontale | Développé couché | Test Wonderlic |
| 1,94 m | 113 kg | 90 cm | 26 cm | 4,61 s   | 1,57 s   | 2,68 s   | 4,22 s           | 6,89 s        | 0,88 m    | 3,10 m      | 26               | -              |

### Giants de New York
DeOssie est sélectionné en 116e choix global lors du quatrième tour de la draft 2007 de la NFL par les Giants de New York. 
Il joue surtout en équipes spéciales pendant sa saison rookie; Il prend la relève au poste de long snapper lorsque le titulaire Ryan Kuehl (en) est placé comme réserviste blessé en milieu d'année. Il termine la saison avec six tacles et les Giants remportent le Super Bowl XLII.
DeOssie joue un rôle plus important en défense en 2008 dès que Mathias Kiwanuka (en) est déplacé du poste de linebacker extérieur à celui de defensive end. Il continue néanmoins à partager le poste de long snapper avec Jay Alford. Il est sélecionné par l'entraîneur des Eagles de Philadelphie, Andy Reid, pour participer au Pro Bowl 2009. Au terme de la saison 2008, DeOssie aura participé aux 16 matchs de saison régulière ainsi qu'au match éliminatoire de division de la NFC disputé contre les Eagles.

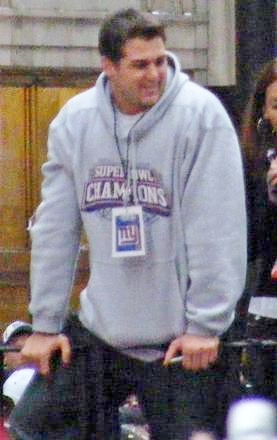
DeOssie lors de la parade à la suite de la victoire au Super Bowl XLII.

Pour la saison 2011, il est désigné capitaine des équipes spéciales. Le 22 janvier 2012, les Giants remportent le titre de la NFC grâce à une victoire en prolongation contre les 49ers de San Francisco à la suite d'un field goal réussi lorsque les équipes étaient à égalité 17 partout. Ils battent ensuite les Patriots de la Nouvelle-Angleterre lors du Super Bowl XLVI à Indianapolis. 
Le 2 septembre 2012, DeOssie est désigné comme l'un des trois capitaines des Giants.
Le 8 décembre 2015, DeOssie est placé dans la liste des réservistes blessés jusqu'en fin de saison à la suite d'une blessure au poignet. Jusque là, il aura joué 140 matchs consécutifs pour les Giants, n'en ayant raté aucun depuis ses débuts en 2007.
Le 24 février 2017, DeOssie signe une prolongation de contrat de deux ans avec les Giants.
Le 12 mars 2019, DeOssie signe une prolongation de contrat avec les Giants. Il est placé en réserve pour blessure le 30 novembre 2019.
Depuis 2017, il fait partie du comité exécutif de la National Football League Players Association en compagnie de joueurs comme Adam Vinatieri, Benjamin Watson, Lorenzo Alexander, Mark Herzlich, Richard Sherman, Sam Acho, Michael Thomas, Russell Okung et Thomas Morstead.
Le 7 août 2020, après treize saisons passées chez les Giants, il annonce qu'il prend sa retraite de la NFL.

### Statistiques en NFL
| Année               | Équipe              | MJ                  |       | Plaquages | Plaquages | Plaquages | Plaquages |       | Interceptions | Interceptions | Interceptions | Interceptions |  | Fumbles | Fumbles |
| Année               | Équipe              | MJ                  | Total | Seul      | Ast.      | Sacks     | Nb.       | Yards | Déf.          | TD            | Nb.           | Rec.          |  |         |         |
| 2007                | Giants de New York  | 16                  | 6     | 6         | 0         | 0,0       | 0         | 0     | 0             | 0             | 0             | 0             |  |         |         |
| 2008                | Giants de New York  | 16                  | 12    | 10        | 2         | 0,0       | 0         | 0     | 0             | 0             | 0             | 0             |  |         |         |
| 2009                | Giants de New York  | 16                  | 7     | 5         | 2         | 0,0       | 0         | 0     | 0             | 0             | 0             | 0             |  |         |         |
| 2010                | Giants de New York  | 16                  | 3     | 3         | 0         | 0,0       | 0         | 0     | 0             | 0             | 0             | 0             |  |         |         |
| 2011                | Giants de New York  | 16                  | 10    | 8         | 2         | 0,0       | 0         | 0     | 0             | 0             | 0             | 0             |  |         |         |
| 2012                | Giants de New York  | 16                  | 8     | 7         | 1         | 0,0       | 0         | 0     | 0             | 0             | 1             | 0             |  |         |         |
| 2013                | Giants de New York  | 16                  | 10    | 8         | 2         | 0,0       | 0         | 0     | 0             | 0             | 0             | 1             |  |         |         |
| 2014                | Giants de New York  | 16                  | 8     | 5         | 3         | 0,0       | 0         | 0     | 0             | 0             | 0             | 0             |  |         |         |
| 2015                | Giants de New York  | 12                  | 5     | 4         | 1         | 0,0       | 0         | 0     | 0             | 0             | 0             | 0             |  |         |         |
| 2016                | Giants de New York  | 16                  | 8     | 7         | 1         | 0,0       | 0         | 0     | 0             | 0             | 0             | 0             |  |         |         |
| 2017                | Giants de New York  | 16                  | 6     | 4         | 2         | 0,0       | 0         | 0     | 0             | 0             | 0             | 0             |  |         |         |
| 2018                | Giants de New York  | 16                  | 3     | 3         | 0         | 0,0       | 0         | 0     | 0             | 0             | 0             | 0             |  |         |         |
| 2019                | Giants de New York  | 11                  | 1     | 1         | 0         | 0,0       | 0         | 0     | 0             | 0             | 0             | 0             |  |         |         |
| Totaux NFL / Giants | Totaux NFL / Giants | Totaux NFL / Giants | 87    | 71        | 16        | 0,0       | 0         | 0     | 0             | 0             | 1             | 1             |  |         |         |

| Année               | Équipe              | MJ                  |       | Plaquages | Plaquages | Plaquages | Plaquages |       | Interceptions | Interceptions | Interceptions | Interceptions |  | Fumbles | Fumbles |
| Année               | Équipe              | MJ                  | Total | Seul      | Ast.      | Sacks     | Nb.       | Yards | Déf.          | TD            | Nb.           | Rec.          |  |         |         |
| 2007                | Giants de New York  | 4                   | 6     | 6         | 0         | 0,0       | 0         | 0     | 0             | 0             | 0             | 0             |  |         |         |
| 2008                | Giants de New York  | 1                   | 1     | 0         | 1         | 0,0       | 0         | 0     | 0             | 0             | 0             | 0             |  |         |         |
| 2016                | Giants de New York  | 1                   | 0     | 0         | 0         | 0,0       | 0         | 0     | 0             | 0             | 0             | 0             |  |         |         |
| Totaux NFL / Giants | Totaux NFL / Giants | Totaux NFL / Giants | 7     | 6         | 1         | 0,0       | 0         | 0     | 0             | 0             | 0             | 0             |  |         |         |

## Palmarès et récompenses
- Vainqueur du Super Bowl : XLII, XLVI ;
- Sélectionné au Pro Bowl : Pro Bowl 2009, Pro Bowl 2011 ;
- Sélectionné dans l'équipe type de la Ivy League : 2004, 205 et 2006.

## Vie privée
DeOssie est le fils de Dianna et Steve DeOssie. Son père est un ancien joueur de la NFL qui a fait partie de l'équipe des Giants ayant remporté le Super Bowl XXV. À la suite de la victoire des Giants au Super Bowl XLII, ils sont devenus le premier duo père-fils à remporter un Super Bowl en tant que membres de la même franchise. 
Ayant grandi à North Andover, dans le Massachusetts, DeOssie était un fan des Patriots et y a même servi comme ramasseur de ballons. Il a ensuite fait partie de l'équipe des Giants qui a mis fin à la série d'invincibilité de New England au Super Bowl XLII, ainsi qu'au Super Bowl XLVI.